# Xã Nile, Quận Scioto, Ohio
Xã Nile (tiếng Anh: Nile Township) là một xã thuộc quận Scioto, tiểu bang Ohio, Hoa Kỳ. Năm 2010, dân số của xã này là 2.388 người.